# Politique agricole commune
« PAC » redirige ici. Pour les autres significations, voir Pac.
La politique agricole commune (PAC) est une politique mise en place à l'échelle de l'Union européenne. À l'origine, elle est fondée principalement sur des mesures de contrôle des prix et de subventionnement, son but est de moderniser et développer l'agriculture. Elle est gérée par la Direction Générale « Agriculture et développement rural » de la Commission européenne. Au niveau français, elle est exécutée principalement via deux offices agricoles sous tutelle du Ministère de l'Agriculture (l'Agence de services et de paiement et France AgriMer).
Prévue par le traité de Rome du 25 mars 1957 et entrée en vigueur le 30 juillet 1962, la PAC a, depuis, beaucoup évolué. Elle consiste aujourd'hui en deux piliers : le premier pilier, un soutien du marché, des prix et des revenus agricoles, et le second pilier, le développement rural, nommé ainsi en 1999.

## Origines et évolution de la PAC
La politique agricole commune (PAC) est une des plus anciennes et jusqu'à peu la plus importante des politiques communes de l’UE (environ 35 % du budget européen, 45 % si on englobe le développement rural) en matière budgétaire, mais actuellement en baisse. Créée par le traité de Rome en 1957, ses grandes lignes sont définies à la conférence de Stresa (du 3 au 12 juillet 1958),,. Elle a été mise en place en 1962. Ses objectifs sont :
- d’accroître la productivité de l’agriculture ;
- d’assurer un niveau de vie équitable à la population agricole ;
- de stabiliser les marchés ;
- de garantir la sécurité des approvisionnements ;
- d’assurer des prix raisonnables aux consommateurs.

À côté des objectifs, la PAC est également encadrée par des principes qui lui sont propres (Unicité du marché, solidarité financière, et préférence communautaire).
Le Conseil de l'Union européenne adopte les actes de bases de la PAC et la section Garantie du Fonds européen d'orientation et de garantie agricole (FEOGA) finançait le soutien des marchés. Cette section garantie a été remplacée par le Fonds européen agricole de garantie (FEAGA).
Les agriculteurs bénéficient :
- d’aides indirectes, les « prix garantis », qui assurent aux agriculteurs un prix minimum pour leurs productions. Disposition actuellement en quasi-désuétude ;
- des aides directes au revenu depuis la réforme de 1992 : en échange d’une baisse des prix garantis, l’UE verse des aides proportionnelles à la baisse des prix garantis. Cette aide est depuis 2005-2006 « découplée », c'est-à-dire qu'il y a de moins en moins de liens (voire plus aucun lien) entre la production de l'exploitation et le montant des aides.

Par ailleurs, la préférence communautaire permettait d’isoler l’agriculture européenne des variations des prix mondiaux en lui accordant des avantages en matière de prix par rapport aux produits importés.
La PAC est critiquée en raison de la difficulté à stabiliser son budget, des problèmes de fonctionnement posés par l’élargissement à vingt-huit et de l’inégalité des aides qui profitent aux pays producteurs et aux propriétaires d’importantes exploitations, puisque les aides sont proportionnelles aux surfaces de l'exploitation. Depuis 2003 le montant du budget est stable car non indexé sur l'inflation, et en baisse par rapport au budget total de l'UE.
Les réformes de 1992 et 1999 ont cherché à la rapprocher du marché en baissant les prix garantis et en les remplaçant par des aides directes. La réforme de 2003 les a poursuivies en apportant une réponse aux difficultés de financement liées à l’élargissement. Désormais, les aides ne sont plus liées à la production. Les agriculteurs touchent un paiement unique par hectare, à la condition de respecter des normes européennes en matière d’environnement et de sécurité alimentaire. La réforme intermédiaire de 2009 (bilan de santé) a confirmé cette direction.
Une nouvelle révision du dispositif a fixé la PAC pour la période 2014-2019. Les discussions ont été lancées par la Commission européenne au printemps 2010, avec un débat public. Elles ont abouti en juin 2013 à une nouvelle réforme. Celle-ci va notamment dans le sens d'une répartition plus équilibrée des aides entre États membres, régions et agriculteurs ; met en place des mesures de verdissement ; et des outils visant à renforcer l'organisation du secteur.

### Productivisme et protectionnisme
Le traité de Rome, signé le 25 mars 1957 par les membres fondateurs de la Communauté économique européenne (CEE), a donné à la PAC une orientation résolument productiviste, car il fallait augmenter la production agricole, et protectionniste, car la construction d’une union douanière nécessitait une protection aux frontières. Il s'agissait alors de rendre la Communauté auto-suffisante, plus solidaire et de moderniser un secteur agricole encore très disparate selon les pays.
La PAC a été l’un des fondements de la construction européenne. Elle a été une incontestable réussite sous certains aspects : modernisation de l'agriculture, développement de la production, immenses gains de productivité qui ont fait de l’Union le 2e exportateur mondial, autosuffisance alimentaire. Mais elle a rencontré de redoutables écueils avec des crises liées à la surproduction de nombreux produits, aux variations de change des monnaies, à l'entrée de nouveaux membres, à l'opposition avec d'autres exportateurs dans le cadre de l'accord général sur les tarifs douaniers et le commerce (GATT) puis de l'OMC et à l'explosion des coûts supportés par le budget communautaire, et principalement par l'Allemagne.

### Contexte de la création de la PAC
Les pays sans politique agricole sont l'exception, ce qui s'explique par les nécessités alimentaires, par l'instabilité des marchés des produits alimentaires de base et, jusqu'à une période très récente, par le poids politique de la population vivant de l'agriculture. Or le traité de Rome instituait le principe de libre circulation des marchandises, qui était par définition incompatible avec une politique au niveau national[réf. nécessaire], car cela aurait faussé le jeu normal de la concurrence. Il n'y avait donc que deux grands choix politiques possibles : une politique active mais alors forcément commune, ou une politique de renoncement volontaire à l'intervention.

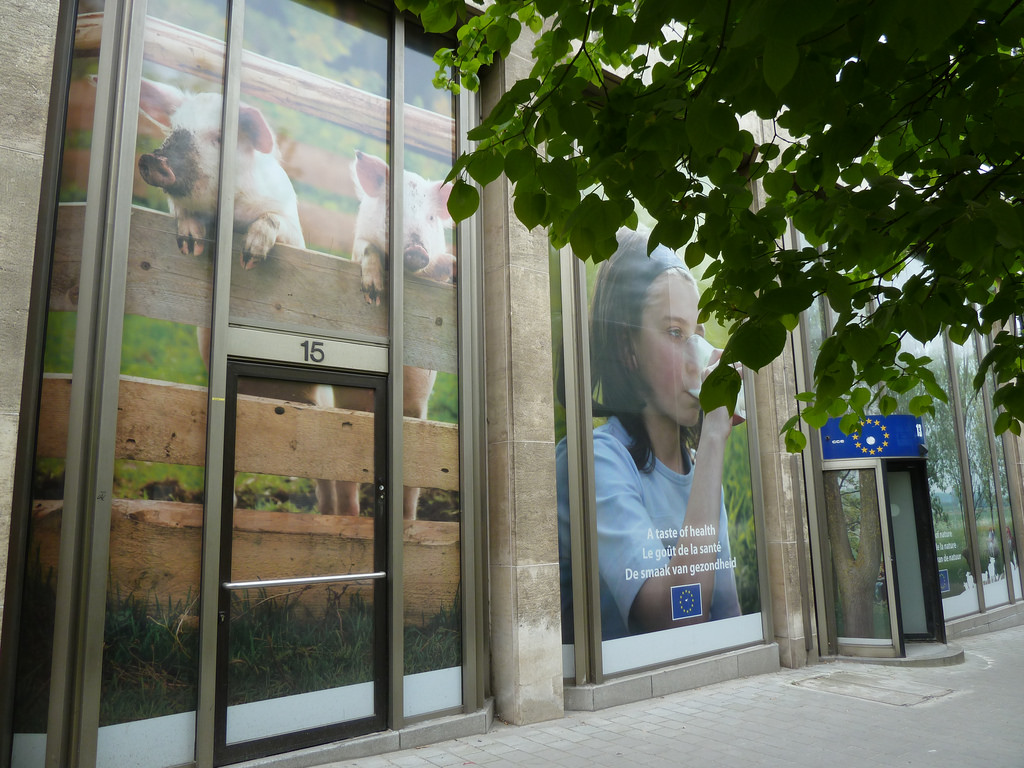
Direction générale de l'Agriculture et du Développement rural à Bruxelles.

C'est le premier choix qui a été fait, ce qui peut s'expliquer par :
- le souhait de donner une consistance à l'Europe (pour l'unifier et s'épargner une nouvelle guerre), ce qui est plus évident avec une politique active qu'avec une politique d'abstention ;
- la possibilité technique de le faire : une « grande politique » n'est concevable que sur des produits assez standards et assez stables, par exemple le charbon et l'acier (CECA) et, en matière agricole, les grands produits (inversement pour quantité de produits agricoles, par exemple le porc, le poulet, les légumes, les fleurs, etc., la PAC se résume à l'application du principe de base : libre circulation et absence de distorsion de concurrence) ;
- les préférences de la France, principal producteur agricole et donc principal intéressé.

Or l'agriculture européenne avait besoin de développement car, à l'exception de la France, les pays fondateurs n’assuraient pas, à des degrés divers, leur autosuffisance (assurée à 80 %[réf. souhaitée] seulement en moyenne) pour la plupart des grands produits alimentaires, et dépendaient donc du marché mondial. Et cette insuffisance n'était pas due à une impossibilité technique. De gros progrès avaient été effectués depuis la fin de la seconde guerre mondiale et les productions agricoles ne cessaient de croître. Mais l'équipement que l'industrie pouvait fournir (tracteurs modernes, engrais de synthèse, pesticides, etc.) et les connaissances disponibles n'étaient pas encore très répandus. De plus, on savait qu'avec l'enrichissement général la demande alimentaire allait croître. Par ailleurs, le gouvernement[Lequel ?] souhaitait que l'exode rural se poursuive pour libérer de la main-d'œuvre pour le secteur industriel.
La mise en place d'une PAC assortie d'un budget important pour les producteurs impliquait aussi que les pays disposant d'un potentiel agricole important bénéficient de transferts nets de la part de pays ne pouvant subvenir seuls à leurs besoins. Du côté français, cela a parfois été présenté comme une façon d'équilibrer un avantage supposé de l'industrie allemande, et du côté allemand comme une façon globalement neutre de se payer un approvisionnement qu'il aurait de toute façon fallu acquérir. Cette présentation a toutefois été contestée par l'historienne danoise Ann-Christina Lauring Knudsen, qui a démontré que derrière le mythe de « l'accord franco-allemand » se trouvent en fait des pressions fortes du principal syndicat agricole allemand (la DBV) pour une politique ambitieuse et surtout des prix élevés, vis-à-vis desquels les Français, qui craignaient pour leur compétitivité internationale, étaient plus circonspects.

### Fondements de la PAC
Le traité sur le fonctionnement de l'Union européenne définit les bases de la PAC en son titre III qui traite de l’agriculture et notamment, en son article 39, lui assigne cinq objectifs précis :
- accroître la productivité de l'agriculture en développant le progrès technique et en assurant une utilisation optimale des facteurs de production, notamment de la main d'œuvre ;
- assurer un niveau de vie équitable à la population agricole, notamment par le relèvement du revenu individuel de ceux qui travaillent dans l'agriculture ;
- stabiliser les marchés ;
- garantir la sécurité des approvisionnements ;
- assurer des prix raisonnables aux consommateurs.

L'article 40 du Traité prévoit la mise en place d’une organisation commune des marchés agricoles, pouvant prendre trois formes :
- des règles communes en matière de concurrence ;
- une coordination obligatoire des diverses organisations nationales de marché ;
- une organisation européenne du marché.

La Conférence de Stresa qui s'est tenue du 3 au 11 juillet 1958 (à ne pas confondre avec la conférence de Stresa du 14 avril 1935), a défini les grands principes de la PAC :
- l'unicité du marché, corollaire de la libre circulation des marchandises, qui souffrira des variations monétaires avant l'arrivée de l'euro ;
- la préférence communautaire, qui protège le marché européen des importations à bas prix et des fluctuations du marché mondial. Ce point a cristallisé l'opposition des grands pays exportateurs comme les États-Unis, le Canada, ou l'Australie. Le Royaume-Uni, qui s'approvisionnait préférentiellement dans le Commonwealth (Canada, Australie), émit des craintes sur ce principe après son entrée dans la Communauté en 1973 ;
- la solidarité financière, les dépenses imposées par la PAC étant prises en charge par le budget communautaire ;
- des prix minimum garantis pour les producteurs.

### Chronologie des réformes de la PAC
Des réformes successives ont été entreprises, non sans mal, en raison de la difficulté à trouver un consensus (en gras les révisions majeures de la PAC) :
- 1971 : à la suite du plan Mansholt, mise en place d'une politique d'amélioration des structures agricoles ;
- 1984 : résorption des excédents, avec la mise en place de quotas de production, notamment dans le domaine laitier, et une politique de réduction des prix de soutien ;
- 1988 : mise en place d'une discipline budgétaire pour encadrer les dépenses, avec la fixation d'une enveloppe maximale annuelle de dépense, et le gel des terres (improprement comparé à la jachère) ;
- 1992 : modification importante de la politique de soutien par la baisse des prix garantis, qui se rapprochent du niveau des cours mondiaux. La baisse est compensée par des aides directes aux agriculteurs ; première orientation vers une politique de l'environnement avec l'instauration de mesures agro-environnementales en cofinancement avec les États membres ; les stocks de produits agricoles régressent ;
- 1999 : soutien au développement rural et fixation d'un cadre financier pour la période 2000 - 2006 ; cette réforme est destinée à préparer l'arrivée de dix nouveaux pays membres et à rendre la PAC compatible avec les règles de l'OMC ;
- 2003 : accords de Luxembourg[7] menés par le commissaire européen, Franz Fischler. Pour se mettre en conformité avec les prescriptions de l'OMC, la nouvelle PAC introduit le découplage des aides. C’est-à-dire que les primes perçues ne sont plus liées aux productions de l'exploitation mais à une référence historique (calculée en faisant la moyenne des primes perçues sur 3 années de référence). Cette réforme prévoit également la diminution progressive des restitutions à l'exportation. Enfin, cette nouvelle PAC introduit la notion de conditionnalité, les aides découplées sont versées à la condition que l'agriculteur respecte les bonnes conditions agricoles et environnementales (voir plus bas) ainsi que le bien-être animal ;
- 2008 : un « bilan de santé » de la PAC avait été prévu par la commissaire européenne à l'agriculture, Mariann Fischer Boel, afin d'évaluer les politiques en place et d'anticiper les évolutions à l'horizon 2013 (fin du financement actuel garanti). Un premier état des lieux publié fin novembre 2007 suggérait de rendre l'agriculture européenne plus « compétitive » et respectueuse de l'environnement, en passant entre autres par une baisse des subventions liées à la production et une plus grande aide au développement rural[8]. Philippe Chalmin plaide lui pour une libéralisation totale du marché des céréales[9]. Le 19 janvier 2009, ce bilan de santé a été adopté[10]. Les principales dispositions du bilan de santé sont la suppression de la jachère obligatoire (10 % des terres), l'augmentation progressive des quotas laitiers (1 % par an) jusqu'à leur disparition programmée en 2015, et le découplage total des aides sauf exceptions. Il est mis en œuvre à partir de 2010 ;
- 2013 : accord instituant le budget de la PAC pour la période 2014-2020 (en baisse légère), et les modalités (avec variations nationales) pour cette même période 2014-2020. Une mesure du premier pilier[11] est dédiée au financement de l'agriculture biologique (sous-partie "[B.]4.Verdissement") ;
- 2021 : pour la première fois, les pays européens doivent élaborer des plans stratégiques nationaux (PSN). Plus de liberté est donc donnée aux pays membres. Cette solution est critiquée par plusieurs ONG environnementales[12], car l'absence de vision commune risque d'être défavorable à l'atteinte des objectifs imposés par "Farm to fork", le volet agricole du Pacte vert pour l'Europe ;
- 2024 : après des manifestations d'agriculteurs dans plusieurs pays européens, le parlement européen revient sur un certain nombre de politiques environnementale de la PAC[13].

## Mécanismes

### Types d'intervention
La PAC a utilisé une grande palette de techniques d'interventions (l'équilibre entre ces mesures ayant varié, voir la section « réformes de la PAC ») :
- des aides et subventions en faveur des producteurs :
  - subvention à la production, en majeure partie sous forme indépendante de la production et des prix (DPU - Droits à paiement unique), et aussi parfois selon la culture (riz, blé dur…) ou la production animale ;
  - subvention à la formation agricole, aide à l'installation, subvention directes d'investissement, subvention indirectes (par exemple bonification de prêts).
- des barrières douanières (droits de douane relativement élevés sur certains produits agricoles et alimentaires comme les céréales, la viande de bœuf et de porc, les produits sucrés à l'importation dans l'UE) ;
- un régime de prix minimum, garantis par une offre d'achat communautaire : l'intervention ;
- un système d'élimination des produits achetés en application du régime précédent :
  - publicité pour susciter une demande ;
  - remise sur le marché, lorsque la situation justifiant l'achat était conjoncturelle ;
  - exportation, subventionnée (le régime de prix garantis étant largement supérieur au prix de marché mondial, les biens agricoles européens ne se vendraient pas sans cette aide). Les subventions à l'exportation sont appelées : restitutions ;
  - incorporation par l'industrie agroalimentaire (subventionnée, elle aussi, pour la même raison) ;
  - dénaturation (transformation en produit industriel inconsommable) voire destruction.
- un système complexe d'équilibre entre les subventions (par exemple, si l'exportation de blé est subventionnée, il faut aussi subventionner l'exportation de farine de blé à un taux adapté, en tenant compte des sous-produits qui n'ont pas besoin de subvention) ;
- un système complexe de compensation des distorsions de concurrence entre les produits à prix garantis et les produits sans prix garantis (par exemple : amidon de céréales subventionnées, fécule de pomme de terre sans subvention mais sous quotas, amidon de maïs importé) ;
- des systèmes de limitation et de répartition de la production (mise sous quotas, par exemple les quotas laitiers), ou des capacités de production (arrachage subventionné d'arbres fruitiers et de vigne, boisement des terres agricoles, jachère obligatoire, jachère facultative rémunérée) ;
- plus récemment (mais largement dans un esprit de limitation indirecte de la production), des systèmes de limitation technique (par exemple : quantité d'engrais qui peut être apportée à un sol) ;
- aides à l'investissement dans les industries agroalimentaires (mesure « g » du développement rural).

À cela s'ajoutent les éléments d'unification du marché commun, présents en matière agricole comme dans les autres secteurs. Le marché commun implique une harmonisation des normes relatives aux produits qui peuvent y être produits, importés ou vendus. Il peut s'agir par exemple du taux de graisse du beurre ou de la margarine, ou des ingrédients entrant dans la composition du chocolat. Ces normes peuvent avoir un caractère sanitaire, ou porter sur les appellations commerciales, qui peuvent exiger qu'un produit soit élaboré dans un périmètre géographique déterminé et selon des techniques spécifiques.

### Organisation
- Organisation commune de marché (OCM).
- Le financement était historiquement assuré par deux structures, le FEOGA section « orientations », pour les réformes structurelles ; et section « garantie », servant à financer les dépenses liées à l'organisation commune des marchés - il n'y avait pas à cette époque de paiement direct découplé aux producteurs.

Depuis 2007, le FEAGA finance les opérations du premier pilier (dont en particulier les aides directes découplées, l'intervention et les restitutions) et le Fonds européen agricole pour le développement rural (FEADER) finance les actions du deuxième pilier. Selon le principe de subsidiarité, les fonds transitent par des agences de paiement nationales. Ainsi, pour la France, les aides du FEAGA sont réglées par l'Agence de services et de paiement essentiellement, et par FranceAgriMer et l'ODEADOM, et celles du FEADER par l'Agence de services et de paiement.
La PAC n'a pas de ressources propres, le budget de l'union européenne étant unitaire.

### Deux «piliers»
Le Conseil européen de Berlin des 24 et 25 mars 1999 a décidé de compléter la dimension de la PAC portant sur le soutien des marchés et des prix agricoles (le « 1er pilier » de la PAC) par un « 2e pilier » consacré au développement rural, et centré sur :
- l’amélioration de la compétitivité de l’agriculture et de sa multifonctionnalité ;
- la promotion de la protection de l’environnement en agriculture ainsi que des mesures forestières contribuant au développement durable ;
- la participation au développement des territoires ruraux.

### Principaux produits faisant l'objet d'une organisation commune des marchés
Ces produits, listés en annexe I au Traité, ne couvraient à l'origine que la moitié de la production agricole. Cette liste a été étendue par la suite. Elle comprend notamment (voir la liste complète) :
- Éthanol
- Bananes
- Céréales
- Floriculture
- Fourrages séchés
- Fruits et légumes
- Fruits et légumes transformés
- Houblon
- Lin et chanvre
- Matières grasses (dont huile d'olive et oléagineux)
- Œufs
- Porc
- Produits laitiers : lait, beurre, poudre de lait, caséines, etc.
- Riz
- Semences
- Sucre
- Tabac
- Viande bovine
- Viande de chèvre
- Viande de mouton
- Vin
- Volailles

Certains produits agricoles de l'Union européenne, comme les pommes de terre, ne font pas l'objet d'une organisation commune des marchés.

## Conditionnalité des aides
Le traité de Maastricht veut que l'Europe ne finance pas d'activités dégradant l'environnement si ces dernières ne sont pas justifiées et accompagnées de mesures de réparation ou de compensation. « Il y a lieu de lier le paiement intégral de l’aide directe au respect de règles en matière de terres, de production et d’activité agricoles. Ces règles doivent viser à intégrer des normes de base en matière d’environnement, de sécurité des aliments, de santé et de bien-être des animaux et de bonnes conditions agricoles et environnementales dans les organisations communes des marchés » précise le paragraphe 2 des considérants du règlement. Depuis 2003, le versement des aides compensatrices de la PAC est plus clairement soumis au respect de critères environnementaux : il s'agit de la conditionnalité des aides compensatrices PAC, appelée aussi écoconditionnalité, basée sur :
- les bonnes conditions agricoles et environnementales (BCAE), expression renvoyant à des séries de normes définies par les États membres concernant la préservation des sols et l’entretien minimal des terres[N 4], ainsi que les obligations relatives aux pâturages permanents[N 5]. Même si les surfaces déclarées en herbe continuent à baisser, le ratio « surface en herbe sur surface agricole utile » reste stable à environ 30 % (l'année de référence étant 2005) ;
- les exigences réglementaires en matière de gestion (ERMG), qui figurent dans certains articles de dix-neuf directives et règlements[N 6] dans les domaines de l’environnement, de la santé publique (comprenant un volet « productions animales » et un volet « productions végétales »), ainsi que du bien-être des animaux. La cour des comptes a invité la commission à présenter des critères et indicateurs vérifiables, c'est-à-dire de type « SMART » (acronyme anglais signifiant « spécifiques, mesurables, réalisables, pertinents et datés »[15]).

Le système est toutefois subsidiairement et très diversement appliqué selon les États membres. En effet, fin 2008, la cour des comptes européenne a noté que les États membres, ne respectaient pas la conditionnalité environnementale telle qu’instaurée depuis 2003, jugeant cette dernière toujours pas assez efficace. La cour notait par exemple qu’après 11 633 contrôles de la directive Oiseaux et 14 896 contrôles de la directive Habitats faits dans quatre États membres, aucune infraction à la conditionnalité des aides n’avait été relevée. Ces chiffres font conclure que les États membres transmettent vraisemblablement à la Commission des données non fiables et surestimant la conformité aux règles européennes.

## Financement

### Budget de la PAC
Source : Site de la Commission (tableau excel ligne 2.0.10)

#### Années 2000
|                    | 2000 | 2001 | 2002 | 2003 | 2004 | 2005 | 2006 | 2007 | 2008 | 2009 |
| ------------------ | ---- | ---- | ---- | ---- | ---- | ---- | ---- | ---- | ---- | ---- |
| Allemagne          | 3687 | 4108 | 5041 | 4024 | 4574 | 5014 | 5082 | 5495 | 5491 | 5536 |
| Autriche           | 432  | 526  | 577  | 606  | 603  | 651  | 665  | 709  | 709  | 712  |
| Belgique           | 265  | 321  | 374  | 419  | 414  | 457  | 470  | 551  | 560  | 109  |
| Bulgarie           | 0    | 0    | 0    | 0    | 0    | 0    | 0    | 0    | 166  | 210  |
| Chypre             | 0    | 0    | 0    | 0    | 0    | 8    | 14   | 17   | 19   | 25   |
| Croatie            | 0    | 0    | 0    | 0    | 0    | 0    | 0    | 0    | 0    | 0    |
| Danemark           | 705  | 755  | 825  | 842  | 851  | 918  | 923  | 980  | 970  | 909  |
| Espagne            | 3761 | 4305 | 3835 | 4529 | 4356 | 4667 | 4616 | 4869 | 4817 | 5115 |
| Estonie            | 0    | 0    | 0    | 0    | 0    | 21   | 28   | 35   | 41   | 51   |
| Finlande           | 272  | 399  | 438  | 446  | 443  | 483  | 502  | 548  | 543  | 545  |
| France             | 6102 | 6785 | 7109 | 7641 | 7200 | 7708 | 7732 | 8073 | 8072 | 8167 |
| Grèce              | 1749 | 1846 | 1789 | 1882 | 1891 | 1820 | 1925 | 2472 | 2390 | 2490 |
| Hongrie            | 0    | 0    | 0    | 0    | 0    | 316  | 373  | 472  | 543  | 683  |
| Irlande            | 776  | 870  | 891  | 1102 | 1107 | 1209 | 1203 | 1276 | 1271 | 692  |
| Italie             | 3373 | 3583 | 3785 | 3467 | 3606 | 4015 | 3749 | 3820 | 3493 | 3939 |
| Lettonie           | 0    | 0    | 0    | 0    | 0    | 25   | 38   | 53   | 62   | 76   |
| Lituanie           | 0    | 0    | 0    | 0    | 0    | 82   | 102  | 135  | 158  | 196  |
| Luxembourg         | 16   | 19   | 23   | 26   | 23   | 28   | 32   | 35   | 34   | 34   |
| Malte              | 0    | 0    | 0    | 0    | 0    | 0    | 1    | 1    | 0    | 2    |
| Pays-Bas           | 224  | 299  | 353  | 410  | 403  | 554  | 659  | 801  | 768  | 820  |
| Pologne            | 0    | 0    | 0    | 0    | 0    | 702  | 807  | 1076 | 1248 | 1562 |
| Portugal           | 413  | 514  | 390  | 528  | 477  | 554  | 551  | 562  | 539  | 602  |
| République tchèque | 0    | 0    | 0    | 0    | 0    | 212  | 256  | 329  | 380  | 474  |
| Roumanie           | 0    | 0    | 0    | 0    | 0    | 0    | 0    | 0    | 422  | 533  |
| Royaume-Uni        | 3212 | 3165 | 2819 | 3150 | 3264 | 3479 | 3521 | 3832 | 3161 | 3314 |
| Slovaquie          | 0    | 0    | 0    | 0    | 0    | 83   | 102  | 134  | 156  | 201  |
| Slovénie           | 0    | 0    | 0    | 0    | 0    | 25   | 30   | 43   | 41   | 67   |
| Suède              | 513  | 534  | 587  | 625  | 615  | 669  | 669  | 726  | 717  | 713  |

#### Années 2010
|                    | 2010 | 2011 | 2012 | 2013 | 2014 | 2015 | 2016 | 2017 | 2018 | 2019 |
| ------------------ | ---- | ---- | ---- | ---- | ---- | ---- | ---- | ---- | ---- | ---- |
| Allemagne          | 5445 | 5342 | 5291 | 5241 | 5101 | 5135 | 4875 | 4845 | 4813 | 4794 |
| Autriche           | 708  | 714  | 715  | 706  | 695  | 693  | 686  | 692  | 689  | 691  |
| Belgique           | 435  | 517  | 546  | 567  | 552  | 457  | 418  | 354  | 448  | 435  |
| Bulgarie           | 273  | 300  | 388  | 494  | 579  | 644  | 705  | 774  | 784  | 785  |
| Chypre             | 33   | 34   | 39   | 44   | 52   | 51   | 50   | 50   | 49   | 49   |
| Croatie            | 0    | 0    | 0    | 0    | 93   | 151  | 131  | 145  | 240  | 278  |
| Danemark           | 956  | 943  | 939  | 924  | 917  | 913  | 852  | 844  | 827  | 822  |
| Espagne            | 5148 | 5208 | 4988 | 4971 | 4915 | 5010 | 4795 | 4604 | 4899 | 4991 |
| Estonie            | 62   | 72   | 82   | 92   | 99   | 111  | 113  | 114  | 123  | 133  |
| Finlande           | 540  | 539  | 534  | 530  | 519  | 525  | 522  | 523  | 523  | 523  |
| France             | 8062 | 8008 | 7681 | 7955 | 7139 | 7589 | 6088 | 6709 | 7190 | 6933 |
| Grèce              | 2418 | 2354 | 2313 | 2281 | 2246 | 2134 | 2070 | 2020 | 2043 | 1982 |
| Hongrie            | 817  | 954  | 1078 | 1203 | 1285 | 1283 | 1266 | 1258 | 1280 | 1265 |
| Irlande            | 1268 | 828  | 1263 | 1241 | 1227 | 1219 | 1208 | 1206 | 1194 | 1198 |
| Italie             | 4111 | 4038 | 3925 | 3515 | 3702 | 3525 | 3482 | 3464 | 3308 | 3248 |
| Lettonie           | 91   | 105  | 119  | 133  | 144  | 157  | 178  | 204  | 228  | 253  |
| Lituanie           | 237  | 271  | 308  | 346  | 374  | 394  | 410  | 437  | 463  | 469  |
| Luxembourg         | 35   | 34   | 17   | 34   | 33   | 33   | 33   | 17   | 33   | 33   |
| Malte              | 3    | 4    | 4    | 3    | 5    | 4    | 5    | 5    | 5    | 5    |
| Pays-Bas           | 807  | 817  | 819  | 776  | 806  | 786  | 703  | 733  | 719  | 678  |
| Pologne            | 1847 | 2177 | 2458 | 2770 | 2982 | 3353 | 3340 | 3355 | 3365 | 3387 |
| Portugal           | 631  | 655  | 645  | 647  | 634  | 630  | 646  | 607  | 664  | 671  |
| République tchèque | 563  | 657  | 743  | 824  | 879  | 882  | 834  | 838  | 834  | 854  |
| Roumanie           | 617  | 729  | 906  | 1087 | 1260 | 1419 | 1521 | 1691 | 1775 | 1847 |
| Royaume-Uni        | 3292 | 3297 | 3282 | 3084 | 3160 | 3069 | 3011 | 2998 | 2906 | 3034 |
| Slovaquie          | 246  | 283  | 319  | 354  | 372  | 431  | 425  | 432  | 438  | 445  |
| Slovénie           | 83   | 102  | 115  | 52   | 131  | 131  | 138  | 136  | 135  | 135  |
| Suède              | 702  | 694  | 689  | 682  | 679  | 687  | 666  | 612  | 685  | 687  |

### Litiges portant sur les paiements entre la Commission et la France
La Commission fixe le cadre réglementaire de la PAC mais ce sont les États membres qui appliquent cette politique (principe de subsidiarité). Régulièrement la Commission européenne conteste la manière dont ont été appliquées certaines politiques, souvent il s'agit de subventions non autorisées dans le cadre de la PAC ou une méthode de calcul conduisant à des paiements supérieurs à ce qu'ils auraient dû être.
En 2014, la Commission a notifié à la France que les contrôles sur les surfaces touchant des DPU avaient été insuffisants entre 2008 et 2012, et que les paiements avaient été trop élevés. La France a déjà accepté de ne pas contester un refus d'apurement communautaire (remboursement de subventions indues) de 406 millions d'euros pour la période 2007-2009. Les montants en jeu sont très importants, entre 1,4 et 3,6 milliards d'euros. Un accord a finalement été trouvé pour un remboursement d'un peu plus d'un milliard d'euros, prélevés sur les fonds à recevoir en 2015, 2016 et 2017. Le ministre français de l'Agriculture Stéphane Le Foll parle d'« erreurs » et non de « fraudes ». Les deux tiers des « erreurs » concerneraient la Haute-Corse, mais cette information est démentie par le préfet.
Il est très rare que les subventions soient remboursées par les agriculteurs, le plus souvent c'est le budget de l'État qui est affecté. De nouveau pour le remboursement de 2015, selon le ministre de l'Agriculture, « les agriculteurs ne seront pas impactés ». Les remboursements sont donc à la charge de l'État, c'est-à-dire l'ensemble des contribuables français.

## Critiques et motifs de réformes

### Dénonciation des redistributions
Les critiques de la PAC concernent en particulier les productions qui sont soutenues (céréales, oléagineux, lait, viande), comparativement à d'autres qui le sont très peu (viticulture). Le soutien, quand il existe, est d'amplitude variable suivant la région.
Pour une même production, la technique retenue pour la soutenir n'a pas les mêmes effets selon le mode de production. Par exemple, entre une aide « à l'hectare » et une aide « au quintal » ou « à la tête de bétail », la première modalité donne une préférence aux faibles producteurs par rapport aux producteurs performants (ou « productivistes »), tandis que la seconde modalité fait l'inverse ; ces deux modalités ont en commun d'être en première approximation proportionnelle à la taille de l'exploitation, donc favorable aux « gros » producteurs par rapport aux « petits » ; etc. Cette constatation doit être mise en lien avec l'origine des aides. En effet, elles sont là pour compenser la baisse partielle des prix garantis de l'UE en 1992. Elles sont proportionnelles à la baisse enregistrée par l'exploitant lors de cette réforme.
Un régime de prix garanti est avantageux pour les producteurs, mais ne fait pas l'affaire des utilisateurs de ce produit, qui peuvent être agriculteurs eux aussi (par exemple, les producteurs de porc et de poulet se plaignaient du niveau des prix des céréales). Toutefois, seul le prix du blé meunier de qualité bénéficie encore d'un prix garanti.
Il existe donc quantité d'éléments entre lesquels il faut arbitrer, et la lutte politique est vive pour faire pencher la balance dans un sens favorable à l'intervenant. La masse financière consacrée est assez importante pour attiser les rivalités, entre chaque filière, chaque pays (soutenant des filières fortement présentes), et bien sûr pour abonder le budget agricole en général ou au contraire le siphonner en faveur ou au détriment d'autres politiques.

### Financement de l'élevage
Une étude rapportée en 2024 indique que 80 % des subventions de la PAC en 2013 soutenaient l'élevage, qui est particulièrement émetteur de gaz à effet de serre, un ratio qui n’a pas significativement changé depuis. Les opposants soutiennent que ces fonds auraient pu être mieux utilisés pour favoriser une transition vers des systèmes alimentaires plus durables et basés sur les plantes,. La Cour des comptes européenne a souligné en 2024 que les plans de la PAC ne sont « pas à la hauteur des ambitions de l’UE en matière de climat et d’environnement ». Selon Olga Kikou, la PAC a également créé des conditions favorisant la surproduction, ce qui encourage l’élevage intensif et est incompatible avec le bien-être animal.

### Polémique autour des «gros chèques»
L'Union européenne s'appuie sur le principe de transparence pour inciter les États membres à rendre publiques des données qui s'avèrent extrêmement sensibles mais les autorités nationales et les organisations agricoles majoritaires ont tendance à refuser la diffusion de cette information. Certaines ONG, comme Oxfam, ont aussi mené des campagnes dans le but d'une plus grande transparence révélant, par exemple, que le prince Albert de Monaco ou la reine d’Angleterre recevaient respectivement des subventions de plus de 250 000 et 500 000 €.
En 2004, le ministère français de l’Agriculture a dévoilé pour la première fois certaines données concernant les principaux bénéficiaires des subventions de la PAC sur un total de 9,5 milliards d'euros attribués à la France, premier pays bénéficiaire en volume.
- S'agissant des grandes cultures, les dix plus gros bénéficiaires touchent au total 6 millions d'euros (le plus gros chèque, qui s'établit à un montant de 872 108 €, ayant été versé à une société anonyme de production de riz en Camargue).
- En élevage, les 10 plus gros bénéficiaires ont touché au total 2,6 millions d'euros, avec en tête de liste une exploitation située dans la Haute-Vienne, pour un montant de 432 286 €.

En avril 2009, on a pu connaître les montants reçus au titre du premier pilier pour tous les bénéficiaires de la PAC en France,, cependant un arrêt de la Cour de Justice de l'UE, consécutive à une démarche luxembourgeoise, a invalidé en 2010 la réglementation de l'Union sur la publication des informations relatives aux bénéficiaires de fonds européens agricoles. Beaucoup d’États membres, dont la France, ont alors retiré l'accès public aux informations nominatives, les informations statistiques restant disponibles. En France, les informations par exploitation ont été rétablies en 2011, pour les sociétés/personnes morales seulement (GAEC, etc.). Le site web FarmSubsidy.org tente d'éclairer les subventions au moyen d'une base de données ouverte, tandis que le portail Data.gouv.fr fournit ces données sur plusieurs années pour les personnes morales.
En moyenne, en 2008-2009, pour les aides du premier pilier, 400 365 exploitations agricoles ont reçu 8,5 milliards d'aides soit une moyenne de 21 218 € par exploitation. En 2010, 380 000 exploitations ont reçu 8,08 milliards. Les aides sont assez inégalement réparties, 60 % des exploitations recevant moins de 20 000 euros, soit environ 20 % du total des aides, selon les derniers chiffres de la commission portant sur l'année financière 2010. Les autres bénéficiaires du premier pilier sont essentiellement des entreprises agroalimentaires, surtout pour l'intervention et les restitutions à l'exportation, pour un montant d'un milliard.
En 2019, France Stratégie propose de remettre à plat les modalités de distribution des aides du premier pilier. Dans un rapport rédigé par Julien Fosse et rendu public en octobre 2019, le think-tank propose une clé de répartition fondée sur le nombre d'actifs agricoles par exploitation, et non plus leur surface, reprenant ainsi une revendication ancienne de la Confédération paysanne et des Jeunes agriculteurs.

### Dénonciation des États bénéficiaires

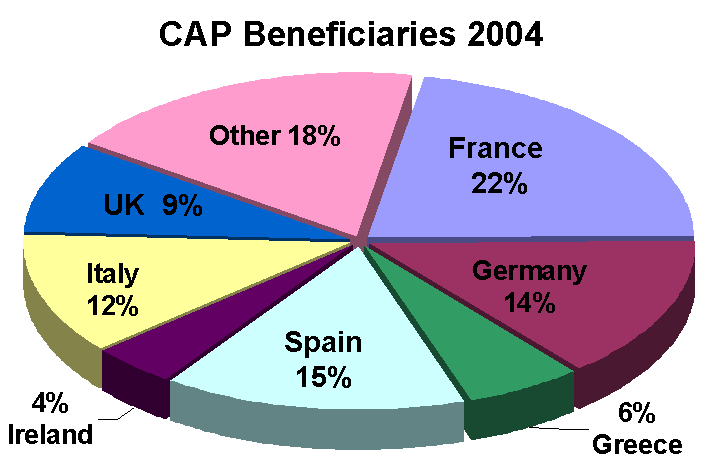
Bénéficiaires de la PAC en 2004.

Certains pays de l'UE ont de plus grands secteurs agricoles que les autres, notamment la France, l'Espagne, et le Portugal, et reçoivent par conséquent plus d'argent de la PAC. D'autres États reçoivent plus de financement des autres secteurs du budget de l'Union. Les plus importants bénéficiaires par tête sont la Grèce et l'Irlande.
La France a un PIB légèrement inférieur au Royaume-Uni et sa population plus importante signifie que son revenu par habitant est inférieur à celui du Royaume-Uni. L'Allemagne a un PIB qui est approximativement 25 % plus élevé que celui de la France ou du Royaume-Uni, mais le revenu par habitant est comparable avec celui des deux autres pays. La France reste cependant le premier bénéficiaire de la PAC, tandis que les nouveaux États membres reçoivent seulement – jusqu'en 2013 – une partie des aides financières.

### Rabais britannique

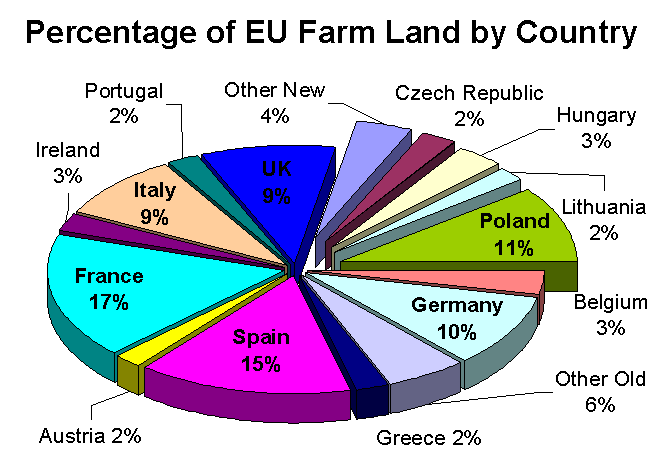
Surface agricole par pays de l'UE.

Le rabais britannique a été négocié en 1984 par Margaret Thatcher. Son origine vient du fait que le budget européen de l'époque était essentiellement alloué à la PAC dont le Royaume-Uni ne recevait que peu de subventions.

### Rééquilibrage des aides en faveur du développement rural
Depuis 2003, le mécanisme de la modulation organise le transfert de financements des aides directes à la production agricole vers le développement rural (le « 2e pilier » de la PAC).
Portant initialement sur 5 % des aides à la production, la modulation a été portée à 20 % pour la période 2007-2013 (soit 96,3 milliards d'euros pour sept ans). Ce mécanisme doit permettre de renforcer les programmes de développement rural.

### Critiques internationales
Le système d'aides européen est accusé de faire une concurrence déloyale aux producteurs des pays en voie de développement par des ONG comme Oxfam.
La PAC a déjà été réformée dans l'optique du cycle de Doha par le découplage des aides par exemple, mais reste un sujet de négociation sur le plan du commerce international des produits agricoles sur trois points : l'accès au marché (droits de douane et barrières non tarifaires), les subventions à l'exportation (restitutions) et le soutien domestique.
La terminologie de l'OMC désigne métaphoriquement les subventions par des « boîtes » aux couleurs des feux de circulation : vert (autorisées) ; orange ou ambre » (« ralentir »- c'est-à-dire à réduire), rouge (interdit pour l'OMC). Mais l'agriculture bénéficie d'une situation particulière, sans véritable « boîte rouge » et avec la présence d'une « boîte bleue » (subventions liées à des programmes de limitation de la production), ainsi que des exemptions pour les pays en développement, parfois dites « S & D box ».
Le subventionnement à l'export est considéré comme la plus grande source de distorsions du commerce international, et l'UE s'est engagée unilatéralement à supprimer les « restitutions ». Un accord à l'OMC, s'il était conclu, pourrait limiter les « boîtes bleues » et les « boîtes orange », et toucher les réductions ciblées de droits de douane sur certains produits agricoles.
Les études prospectives disponibles ne prédisent pas si l'agriculture de l'UE serait perdante ou gagnante si un tel accord était conclu.

### Critique de la gauche européenne
Concernant la Politique agricole commune (PAC), les socialistes au Parlement européen proposent de mettre en place des outils « engageant l'agriculture vers un développement plus durable », capable de s'adapter aux nouveaux défis du siècle : le réchauffement climatique et la préservation des ressources naturelles ou encore la spéculation sur les prix alimentaires dans un contexte de tensions sur les marchés agricoles. En somme, ils militent pour une PAC plus verte où « le verdissement des aides du premier pilier […] permettra ainsi d'inciter les agriculteurs à adopter de bonnes pratiques agricoles et d'être performants économiquement et écologiquement ».
Selon Stéphane Le Foll, ministre de l'Agriculture du 16 mai 2012 au 16 mai 2017, ancien eurodéputé socialiste et membre de la commission Agriculture du Parlement européen, « l'abolition des références historiques, l'aide aux petites exploitations, le rééquilibrage en faveur de l’élevage et surtout l'adoption du principe de la dégressivité des aides directes en fonction de l'emploi et de l'environnement » participeront à une plus juste répartition des aides agricoles. Ainsi, les aides acquièrent une dimension sociale et environnementale car elles seront liées à la création d'emploi dans les exploitations et à la pratique agricole. Dans un contexte de forte volatilité des prix alimentaires, la question de la spéculation sur les marchés agricoles apparaît de plus en plus fondamentale. Les socialistes appellent à la constitution d’outils de régulation comme des « stocks de sécurité alimentaire » en réponse à l'instabilité des marchés agricoles mais aussi pour garantir le revenu des agriculteurs et lutter contre la faim dans le monde.
Catherine Trautmann, présidente de la délégation socialiste française au Parlement européen, pour qui la PAC est une « politique essentielle pour nos territoires » souhaite un développement rural « basé sur l'aide à l'innovation, la modernisation, le développement des filières de qualité et des circuits courts ».

## PAC post-2013

### Nouvelle période budgétaire, nouveau mode de négociation
Les États membres se sont mis d'accord pour un cadre budgétaire (dépenses et recettes) jusqu'en 2013. À partir de 2011 se sont engagées des discussions pour la programmation budgétaire 2014-2020. Une première communication de la Commission européenne a été publiée le 29 juin 2011 proposant un budget pour le Cadre Financier Pluriannuel 2014-2020 : à ce stade, il est proposé que le budget alloué à la PAC pour cette prochaine programmation budgétaire reste équivalent en termes nominaux à celui de la période 2007-2013. Cette proposition sera négociée entre le Parlement et le Conseil européen, pour un compromis à trouver d’ici l’été 2013.
La réforme de la PAC 2013 s’inscrit dans ce cadre. Les orientations de la PAC à l'horizon 2020 ont été proposées par la Commission le 18 novembre 2010 et les propositions législatives sont sorties le 12 octobre 2011. Selon les règles de codécision contenues dans le Traité de Lisbonne, la PAC doit désormais être votée par le Parlement et le Conseil des ministres de l'agriculture, ce qui suppose plus d’échanges et de concertation en amont avec les parlementaires européens. La commission parlementaire sur l’agriculture et le développement rural, présidée par Paolo De Castro (S&D, IT) s’est d’ailleurs mise au travail depuis 2009 et a voté plusieurs rapports d’initiative importants qui ont orienté les débats avec la Commission comme le Rapport Lyon et le Rapport Dess. La réforme de la PAC 2013 se construit dans un contexte compliqué dans lequel à la fois les soutiens à l’agriculture et leur mode de distribution sont remis en cause :
- Les attentes : dès à présent un certain nombre de pays veulent diminuer l'importance de la PAC dans le budget européen (43 % actuellement) au profit d'autres politiques (recherche, innovation, climat...). Par ailleurs certains États membres, en particulier dans le contexte de crise de la dette très fort depuis l’été 2011, souhaitent diminuer leur contribution au budget européen.
- Les constats : les aides directes au revenu (appelées Droit à paiement unique) basées sur les choix de production des exploitations d'avant 2002 et issues de la réforme de 1992 sont très inéquitables, la politique de développement rural (2e pilier) est peu visible et son effet sur l'emploi rural est incertain, et les instruments de gestion des marchés agricoles ont progressivement été démantelés au fil des réformes depuis 1992[50].
- Le malaise : si l'environnement tend à devenir une priorité européenne, son intégration dans la PAC reste toutefois inachevée puisque la conditionnalité des aides et les mesures agro-environnementales sont diversement appliquées et leur efficacité limitée.
- La modification des institutions : la sensibilité du Parlement européen est beaucoup plus urbaine et verte alors que la Commission et une grande partie des membres du Conseil qui étaient très influencés par les lobbies agricoles jusqu'au début des années 2000, sont aujourd'hui plus sensibles aux enjeux environnementaux et climatiques.

### De nombreuses propositions en amont de la Communication de la Commission du 18 novembre 2010

#### Rapports d’initiative parlementaire
Le Parlement européen a adopté en juillet 2010 la proposition du député européen George Lyon (ADLE, Royaume-Uni) sur l’avenir de la Politique agricole après 2013. Ce rapport d’initiative propose une PAC « plus équitable, plus verte et plus durable » et souhaite un cadre commun clair, simple et flexible.

#### États membres
À l’échelle européenne se distinguent les « libéraux » (Suède, Danemark, Royaume-Uni, Pays-Bas, Estonie) qui sont favorables à une politique moins interventionniste et plus orientée par le marché, des autres États membres. Toutefois parmi ces derniers, les « nouveaux » États membres (menés par la Pologne) demandent une PAC plus équitable à travers la parité du niveau d'aides directes avec les « anciens » États membres. Une position que les deux principaux contributeurs et bénéficiaires de la PAC, l'Allemagne et la France, acceptent difficilement.
En septembre 2011, le ministère français de l'Alimentation, de l'Agriculture et de la Pêche a adopté, avec son homologue allemand, une position commune : une PAC forte au-delà de 2013. L’objectif des deux pays via cette proposition est de rallier une majorité d’États membres à leur vision, même si cet accord ne s’imposait pas spontanément.

### Communication de la Commission européenne et propositions législatives

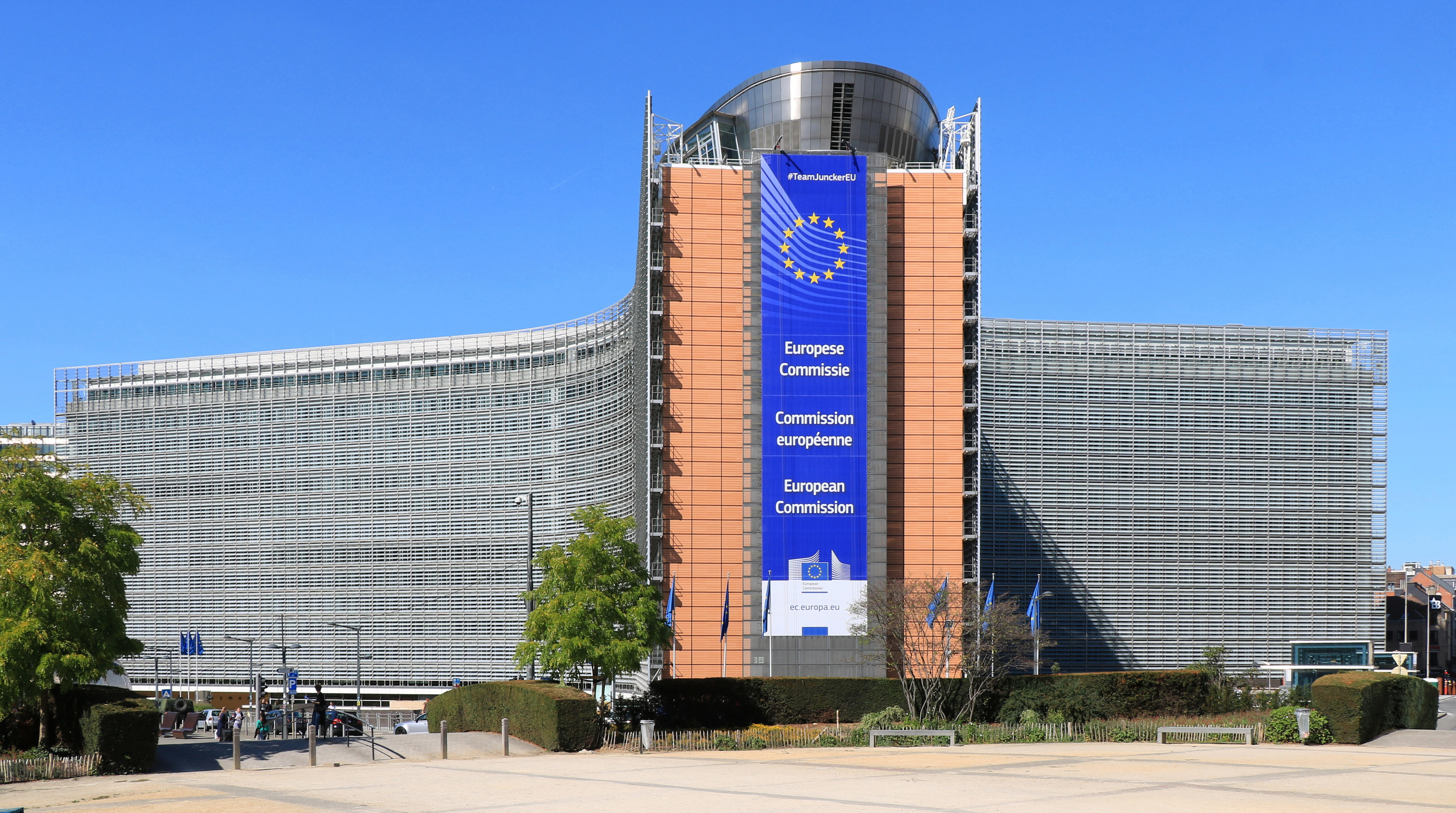
Le siège de la Commission européenne à Bruxelles.

#### Communication de la Commission du 18 novembre 2010
Le Commissaire européen à l'agriculture, Dacian Cioloș, a présenté le 18 novembre 2010 la communication officielle de la Commission sur La PAC à l’horizon 2020 : répondre aux défis alimentaires, territoriaux et de conservation des ressources naturelles.
Il réaffirme trois grands objectifs : préserver le potentiel agricole de l’UE pour garantir la sécurité alimentaire des européens et répondre à la demande mondiale croissante, gérer durablement les ressources naturelles et permettre à l’agriculture d’assurer un développement équitable des territoires. Il propose dans cette première présentation trois scénarios possibles :
- une option minimaliste impliquant une distribution plus équitable des financements pour que les nouveaux États membres en bénéficient avec une réorientation de la politique afin de relever les nouveaux défis. Toutefois, il n'y aurait pas de changements sur le système de paiement direct actuel ;
- une option réformiste qui impliquerait également une distribution plus équitable des financements ainsi qu’une aide additionnelle d'office liée aux objectifs « verts » spécifiques et un nouveau système de soutien pour les petites exploitations. Le soutien serait davantage focalisé sur les objectifs environnementaux et climatiques ;
- une option plus radicale qui supprimerait complètement à terme les paiements directs en faveur des objectifs environnementaux et climatiques.

La seconde option est pressentie.

#### Vote du rapport Deß par le Parlement européen en juin 2011
La Commission Agriculture du Parlement européen a voté (juin 2011) en faveur du rapport du député européen Albert Deß. Le rapport reste en faveur des subventions directes détachées de toute notion de productivité. Les agriculteurs devraient recevoir tous une aide minimum, selon « des critères objectifs », en modifiant la méthode de calcul actuelle, mais cette aide ne serait pas uniforme. Le rapport soutient la mise en place d’une certaine dégressivité des montants versés en fonction du niveau d’emploi de chaque exploitation et de son respect de l'environnement. Le Parlement entérine aussi le principe du « verdissement » de la PAC. Le budget actuel serait maintenu dans son montant actuel, en euros constants.

#### Proposition législative de la Commission du 12 octobre 2011
Le Commissaire à l'Agriculture, Dacian Cioloș, a présenté la proposition de la Commission le 12 octobre 2011.
Dans cette proposition, trois grands objectifs sont mis en avant. La Commission européenne (CE) souhaite accroître la compétitivité des secteurs agricole, agro-alimentaire et sylvicole, favoriser une gestion durable des ressources, et augmenter l’efficacité de la Politique agricole commune. Même si la structure actuelle de la PAC en deux piliers est conservée, de nouveaux instruments ont été pensés par la CE pour répondre à ces trois principaux objectifs.

##### Instruments pour accroître la compétitivité de l’agriculture européenne
La Commission européenne propose de répondre à cet objectif en premier lieu, en favorisant l’innovation et le transfert de connaissances. Elle souhaite doubler le budget destiné à la recherche, à l’innovation agronomique et faire en sorte que les résultats de la recherche se traduisent dans la pratique, à travers un nouveau partenariat pour l'innovation : le PEI « Partenariat européen d’innovation ». Ces instruments sont également valorisables dans le second grand objectif de la PAC qui sera d’améliorer la gestion durable des ressources.
En second lieu, la CE propose d’améliorer la situation des agriculteurs au sein de la filière alimentaire en renforçant leur pouvoir d’organisation de la production. Il est ainsi prévu que la reconnaissance des organisations de producteurs et des inter-professions soit étendue à tous les produits et les secteurs de l’OCM unique, afin d’améliorer leur capacité d’organisation de l’offre.
En dernier lieu, afin de répondre à cet objectif, la CE propose trois grands outils de gestion des crises : une réserve de crise destinée aux mesures de marché en cas de crise sur le marché ou de perte de confiance des consommateurs à grande échelle ; une clause de perturbation exceptionnelle afin de parer aux imprévus les plus graves – activation de filets de sécurité, intervention, stockage privé ou mesures exceptionnelles – et un soutien aux souscriptions aux assurances et aux fonds mutuels collectifs, dans le cadre du second pilier.

##### Instruments pour favoriser une gestion durable des ressources
Dans la proposition de paquet législatif, la Commission propose une nouvelle structure pour les paiements directs. Ils seront désormais composés d’un paiement de base à l'hectare (uniforme à l'échelle des États membres ou de sous grandes zones pédo-climatique homogènes), associé, entre autres à un paiement dit « vert ». Ce dernier vise à renforcer la légitimité de la PAC en proposant de financer la production par les agriculteurs de biens publics environnementaux. La Commission européenne a identifié trois types de pratiques facilement mesurables, exigibles en contrepartie de ce paiement :
- la diversification des cultures afin d’améliorer la résilience des sols et des écosystèmes ;
- le maintien des prairies permanentes, pour favoriser la rétention du carbone dans les sols ;
- la préservation des zones d’intérêt écologique dans les exploitations.

En plus de ce « paiement vert », la Commission propose que les paiements directs soient toujours soumis à la conditionnalité, qui sera davantage axée sur la protection des zones humides et des sols riches en carbone. Il est également annoncé par le Conseil européen que la Directive cadre sur l'eau relèvera de la conditionnalité une fois que tous les États membres l'auront intégralement mise en œuvre.
Enfin, une place importante est laissée à la gestion durable des ressources naturelles et à la lutte contre le changement climatique dans le second pilier : les États membres devront maintenir le poids budgétaire de cet enjeu à son niveau actuel.

##### Instruments pour rendre la PAC plus efficace
Pour plus d’efficacité, la Commission propose tout d’abord, de mieux cibler les paiements directs. Pour cela, elle propose de mettre fin aux références historiques de l’exploitation agricole. Chaque État membre déterminera un paiement de base à l’hectare (régional ou non). Cette aide au revenu sera attribuée uniquement aux agriculteurs actifs. Il a été choisi comme critère le taux que représentent les aides directes reçues dans les recettes non agricoles : celui-ci doit représenter au moins 5 %. Il est ensuite proposé que les aides soient redistribuées entre et au sein des États membres. Au sein des États membres, la CE propose de soumettre les paiements directs à deux principes : les aides seront dégressives à partir de 150 000 € et seront plafonnées au-delà de 300 000 € par exploitation et par an. Pour ne pas pénaliser les exploitations qui créent de l’emploi, il est prévu que la masse salariale et les paiements verts soient déduits de la dégressivité et du plafonnement.
En ce qui concerne la répartition des aides entre les États membres, il est proposé que pour tous les États membres pour lesquels la moyenne des paiements directs par ha est inférieure à 90 % de la moyenne de l’UE, un tiers de cet écart soit progressivement comblé. La convergence des aides entre États membres est prévue pour se mettre en place progressivement d’ici 2029.
L’amélioration de l’efficacité de la PAC passe également par sa simplification. La Commission a cherché dans son paquet législatif, à proposer des outils qui n’engendrent pas de surcharges administratives. Les paiements verts seront contrôlés et payés en même temps et avec les mêmes dispositifs que les aides de base au revenu. Les paiements directs pourront être remplacés, pour les petites exploitations agricoles, par un paiement forfaitaire limitant ainsi la surcharge administrative. Enfin, le poids des contrôles sera allégé pour les États membres qui auront obtenu pour plusieurs années de suite, un taux d’erreur inférieur à 2 %. La Commission propose également plus d’efficacité entre les différents fonds européens (Fonds de cohésion, Fonds européen de développement régional, Fonds social européen, Fonds européen des affaires maritimes et de la pêche et Fonds européen agricole de développement rural) par la mise en place d’un cadre stratégique commun pour ces fonds favorisant les synergies.

### Avancement et conclusion de la négociation
Une première étape a été franchie par l'accord sur le budget européen pour la période 2014-2020, et certaines modalités de la PAC ont déjà été fixées lors du sommet des chefs d'État des 7 et 8 février 2013 (en particulier les enveloppes budgétaires de paiements directs). Cet accord prévoit que le budget de la PAC sera en baisse de 11 % ou 13 % selon les calculs. Les montants retenus par le Conseil européen pour le budget global de la PAC 2014-2020 sont de 362 940 millions d’euros, dont 277 851 millions pour les paiements directs et les dépenses liées au marché (1er pilier) et 84 940 millions pour les mesures de développement rural (2e pilier). Les budgets annuels de la PAC décroissent progressivement au long de la période, passant de 55,9 milliards d'euros en 2014 à 50,5 milliards en 2019.
La réforme doit désormais s'inscrire dans ce budget.
Étant donné les délais de mise en œuvre des nouvelles mesures, la Commission a décidé que les droits à paiement unique (DPU) seraient reconduits en 2014 sur les mêmes critères qu'en 2013 mais avec les nouveaux plafonds, le montant total étant réduit de 5 %. La date d'application de la nouvelle PAC est donc 2015, et celle du nouveau budget 2014.
Le sommet final de négociation tripartite s'est déroulé du 24 au 26 juin 2013 et a débouché sur un accord.
Les objectifs annoncés de la réforme sont atteints (verdissement et convergence), à travers de multiples dispositions ne rendant certainement pas la PAC plus lisible, et avec une souplesse dans les applications nationales se rapprochant d'une « renationalisation », et certaines dispositions issues de négociations donnant-donnant (maintien du rabais britannique, re-couplage variable, exclusion de certaines zones du verdissement, application tardive du verdissement, etc.). Pour la France on sait déjà que les impératifs de convergence interne (dont les modalités restent à affiner) et de convergence relative au niveau des 28 États-membres entraîneront une diminution des paiements directs aux grandes cultures à partir de 2015.
Dans les premières réactions, la plupart des associations environnementales se disent déçues du résultat,. Une étude de la revue Science indique que le verdissement n'aura aucun effet tangible sur la biodiversité.

### Caractéristiques de la nouvelle PAC (2015-2020)

#### Existence d'une multiplicité d'options nationales
Dans la PAC, de nombreuses options ont été instaurées - parfois à la demande d'un seul État membre[réf. nécessaire][Lequel ?] - qui rompent l'uniformité d'application de la PAC. Par exemple les États membres auront des définitions diverses de la notion d'agriculteur actif (susceptible de toucher des aides)[réf. nécessaire]. Le budget de la PAC a aussi été redécoupé en budgets PAC nationaux lors de l'accord des 7 et 8 février 2015[réf. nécessaire]. Les principales mesures valables pour toute l'Union européenne sont la convergence des moyennes d'aides directes entre États membres, le verdissement et la régulation du marché. Les quotas laitiers sont supprimés à partir de 2015 et les quotas de sucre à partir de 2017. Les droits de plantation de la vigne sont maintenus.

#### Subventions directes
Dans la décennie 2010 les droits à paiement unique (aides découplées) varient suivant le département et l'exploitation, en France, doivent converger, c'est-à-dire que l'éventail des DPU doit se resserrer, l'objectif étant d'atteindre une aide à l'hectare représentant 60 à 100 % de l'aide moyenne nationale en 2019,. Après 2013 les DPU moyens sont compris entre 52 (Alpes-Maritimes) et 403 euros par hectare (Val-d'Oise), l'éventail-cible serait de 161 à 268 euros par hectare, la perte d'aide pour les fractions concernées par la convergence (paiement vert et DPB) ne pouvant excéder 30 % entre 2015 et 2019. Les principaux perdants sont les éleveurs laitiers et les fermes spécialisées en grandes cultures (céréales et oléagineux). Les hectares de vigne sont finalement exclus du système des paiements directs. Des discussions sont en cours pour établir le rythme de la convergence, mais elle sera vraisemblablement fixée à 70 %, progressant par cinq paliers de 14 %. C'est-à-dire qu'en 2019 le paiement vert et DPB seront constitués à 70 % de la moyenne nationale et à 30 % de la référence 2014.
À partir de 2015 les DPU sont supprimés et remplacés par les droits au paiement de base (DPB). Les aides découplées sont alors composées des DPB auxquels s'ajoutent le paiement vert, le paiement redistributif et le paiement additionnel pour les jeunes agriculteurs.
Le paiement redistributif apportera une aide plus élevée aux premiers 52 hectares des exploitations, le montant augmentant jusqu'à atteindre 103 euros/ha en 2018, soit 20 % de l'enveloppe du premier pilier (7,5 milliards d'euros en 2018). Seule la France appliquera ce dispositif. L'application du paiement redistributif pourrait conduire à un resserrement plus fort du droit au paiement de base et à des pertes d'aides supérieures à 30 %, en particulier pour les grandes exploitations de grandes cultures de la moitié nord.
Les surfaces concernées par les nouvelles aides découplées décomposées sont 26,2 millions d'hectares, le paiement redistributif concernant 14,6 millions d'hectares (ce deuxième chiffre varie suivant les sources).
D'autres dispositions concernent des publics spécifiques : aides aux jeunes agriculteurs (2 % de l'aide) et aux zones défavorisées (5 % de l'aide) à travers une fusion et d'une extension des dispositifs actuels : ICHN (Indemnités Compensatoires des Handicaps Naturels) et PHAE (Prime Herbagère Agroenvironnementale).
Le couplage ou « recouplage », c'est-à-dire la fraction du paiement direct proportionnel à la production, passerait de 10 % (plus les fonds actuellement redistribués à travers l'article 68 soit 1 à 2 %) à 15 % (concerne surtout l'élevage : bovins viande à travers la PMTVA et la PAB actuellement, ovins, lait de montagne, blé dur en zone traditionnelle pour un sous-total de 13 %, et les protéines végétales – qui devront directement ou indirectement profiter à l'élevage – y compris certains fourrages, pour 2 %).
Le budget 2014 des aides directes s'établit à 7,7 milliards d'euros pour la France, en baisse de 3 %. Les nouvelles dispositions sont applicables en 2015. Dès la première année d'application (2014-2015) les aides du premier pilier baisseront en moyenne de 8 % environ, du fait de la baisse du budget européen de 4,5 %, de la convergence européenne relative progressive sur la période, d'un budget spécifique pour les jeunes agriculteurs (top up jeunes) et de la réincorporation de la part nationale de la PMTVA. De fait, les DPU 2014 seront en baisse, en moyenne, de 9,5 % par rapport aux DPU effectivement payés en 2013 – mais les aides directes au secteur de l'élevage seront plus élevées. La baisse est plus importante pour les petits agriculteurs, le mécanisme du doublement de l'aide sur les 52 premiers hectares ne s'appliquant qu'en 2015.

#### Verdissement
Le « paiement vert » est conditionné à une meilleure prise en compte du bien commun, à travers l'observation de trois mesures environnementales :
- maintien des prairies permanentes ;
- diversité des assolements ;
- maintien ou création de surfaces d'intérêt écologique (SIE).

#### Régulation du marché
Révision des prix de référence, maintien de la possibilité de l'intervention. Maintien de la possibilité de restitutions (subventions à l'exportation) dans des circonstances de marché exceptionnelles. Fonds de réserve. Extension de la période d'intervention pour les produits laitiers. Reconnaissance des organisations de producteurs. Maintien de l'organisation spécifique au secteur du vin et du budget attaché.

#### Autres décisions: abandon des quotas laitiers, libéralisation du marché du sucre
D'autres décisions non liées à des subventions auront un impact considérable sur l'agriculture : l'abandon des quotas laitiers en 2015 entraînera vraisemblablement une augmentation de la production à court terme avec des risques de surproduction à moyen terme, et l'abandon des quotas de sucre en 2017 (avec maintien des droits de douane à l'importation, sauf sucre provenant de zones géographiques bénéficiant d'un accord préférentiel comme ACP, etc.) devrait rapprocher les prix européens des prix mondiaux, actuellement 20 % moins élevés. Les quotas de production de sirop de glucose (HFCS) seront abolis, ce qui provoquera vraisemblablement une augmentation rapide en volume de ce marché, actuellement bridé pour ne pas concurrencer le sucre européen.

#### Deuxième pilier
Les modalités d'utilisation du deuxième pilier ne sont pas encore entièrement déterminées. Le deuxième pilier offrira un soutien aux actions relatives au changement climatique, à l'agroenvironnement, à l'agriculture biologique, aux espaces concernés par Natura 2000 et par la Directive-cadre sur l'eau, aux systèmes de qualité, au reboisement et aux mesures d'irrigation, ainsi que la possibilité d'une assurance-récolte. Le deuxième pilier continuera à être cofinancé selon les modalités de l'accord sur le budget, mais avec des taux de cofinancement variables.
Il faut noter que l'accord financier prévoit la possibilité de transférer 15 % du premier pilier vers le second pilier, et vice-versa, au choix de l'État-membre.

#### Vers la PAC post-2020
De février à mars 2017, la Commission européenne a effectué une consultation du public européen sur l’avenir de la PAC. Lors de cette consultation, les citoyens européens ont estimé que la PAC devrait continuer à être gérée au niveau de l’UE et que ses deux grands objectifs devraient être le soutien aux agriculteurs et la protection de l’environnement.
À la suite de cela, en juin 2018, la Commission européenne a adressé au Conseil des ministres européens de l’Agriculture et au Parlement européen une proposition de réforme du cadre et du contenu de la PAC qui introduit deux modifications : la première concerne le relèvement de l’ambition environnementale de la PAC et la seconde concerne les modalités de mise en œuvre de la PAC avec l’obligation faite aux États Membres de mettre en place un Plan stratégique national (PSN).
En préparation de la PAC 2021-2027, chaque État membre va produire un diagnostic stratégique de son agriculture avec ses besoins identifiés en matière d'accompagnement de la PAC. En France, ce Plan stratégique national doit faire l’objet d’une évaluation environnementale stratégique par l’Autorité environnementale et la Commission nationale du débat public a été saisie pour organiser un débat public sur les actions qui méritent d’être prioritairement soutenues par la PAC, parmi celles qui servent à soutenir les revenus des agriculteurs, à accompagner la transition agroécologique des systèmes de production, le renouvellement des générations, etc..

#### Résultats 2020 de la PAC
Un rapport de la cour de comptes de 2020 sur la PAC estime que la PAC a échoué, les populations d’oiseaux communs ont régressé de 34 % depuis 1990 dans les champs alors qu’elles ont progressé de 0,1 % dans les forêts et dans la maitrise du déclin de la diversité génétique des cultures et des animaux d’élevage.

### PAC 2023-2027
En France, le Plan stratégique national (PSN) pour la programmation de la PAC 2023-2027 est entré en vigueur le 1er janvier 2023.